# Husvik, Ven

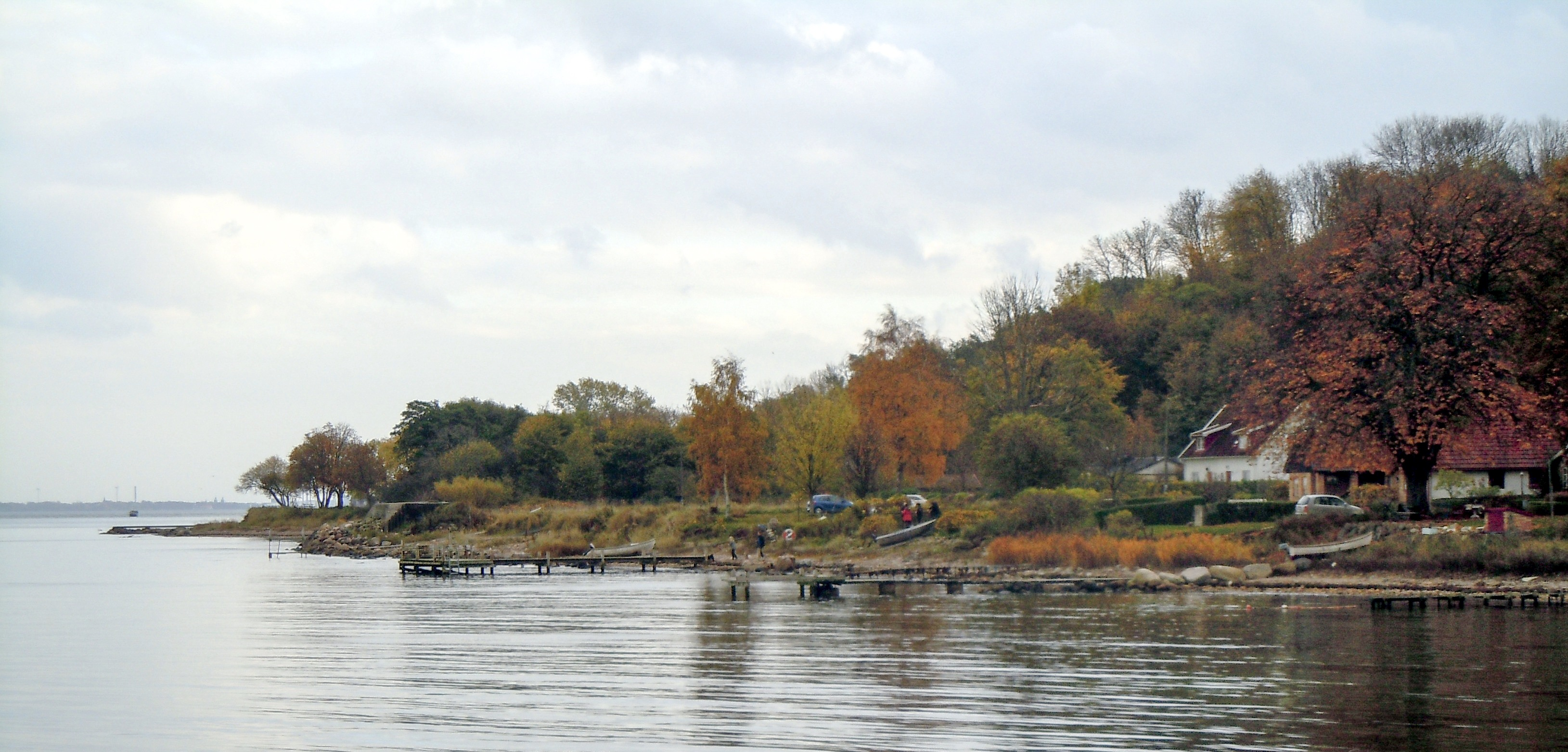
Husvik ligger på nordöstra sidan av Ven vid Öresund

Husvik är en mindre ort på ön Vens nordöstra sida, i Sankt Ibbs socken och  distrikt i Landskrona kommun.
Här finns vid en liten vik där främst bostads- och fritidshus ligger, de flesta på Husviksvägen. Denna börjar uppe på ön och går genom orten längsmed Öresund och slutar strax efter Vens camping. Vägen övergår sedan till en smalare gång- och cykelväg längs vattnet som går vidare till Hakens fyr. I området växer mycket lövträd, som till största delen tillhör naturreservatet Vens backafall enligt 7 § naturvårdslagen och blev Natura 2000 område 2005.
I närheten en bit upp på ön vid golfbanan finns en gravhög kallad Gallehögen där även en klosterruin ska ha funnits.

## Historia
På en karta av den danske kartografen Johannes Mejer från 1650-talet är platsen, som då ska ha legat vid en lund, finns en ruin som han kallar Tychonius Lusthaus utmarkerad, det vill säga Tycho Brahes lusthus. Senare beskrivs denna ruin som en klosterkyrka av historikern och fornforskaren Nils Henrik Sjöborg i början av 1800-talet, en annan förekommande benämning på ruinen är munkkyrkan.  Kartor från denna tid anger området som Husviken. Idag finns inga spår av ruinen kvar.
Under 1880-talet började ett tegelbruk anläggas i Husvik kallat Olanders med egna lastbryggor ut i sundet, som så småningom fick den närliggande hamnen Norreborg som utskeppningsplats när alla tegelbruken på ön gick samman till Hvens Tegelbruks AB på 1890-talet. Tegelbruksverksamheten varade till mitten av 1900-talet och i början av 1960-talet revs de flesta fabriksbyggnaderna men några av byggnaderna blev ombyggda till bostadshus. 